# Middelhaover Kepelke

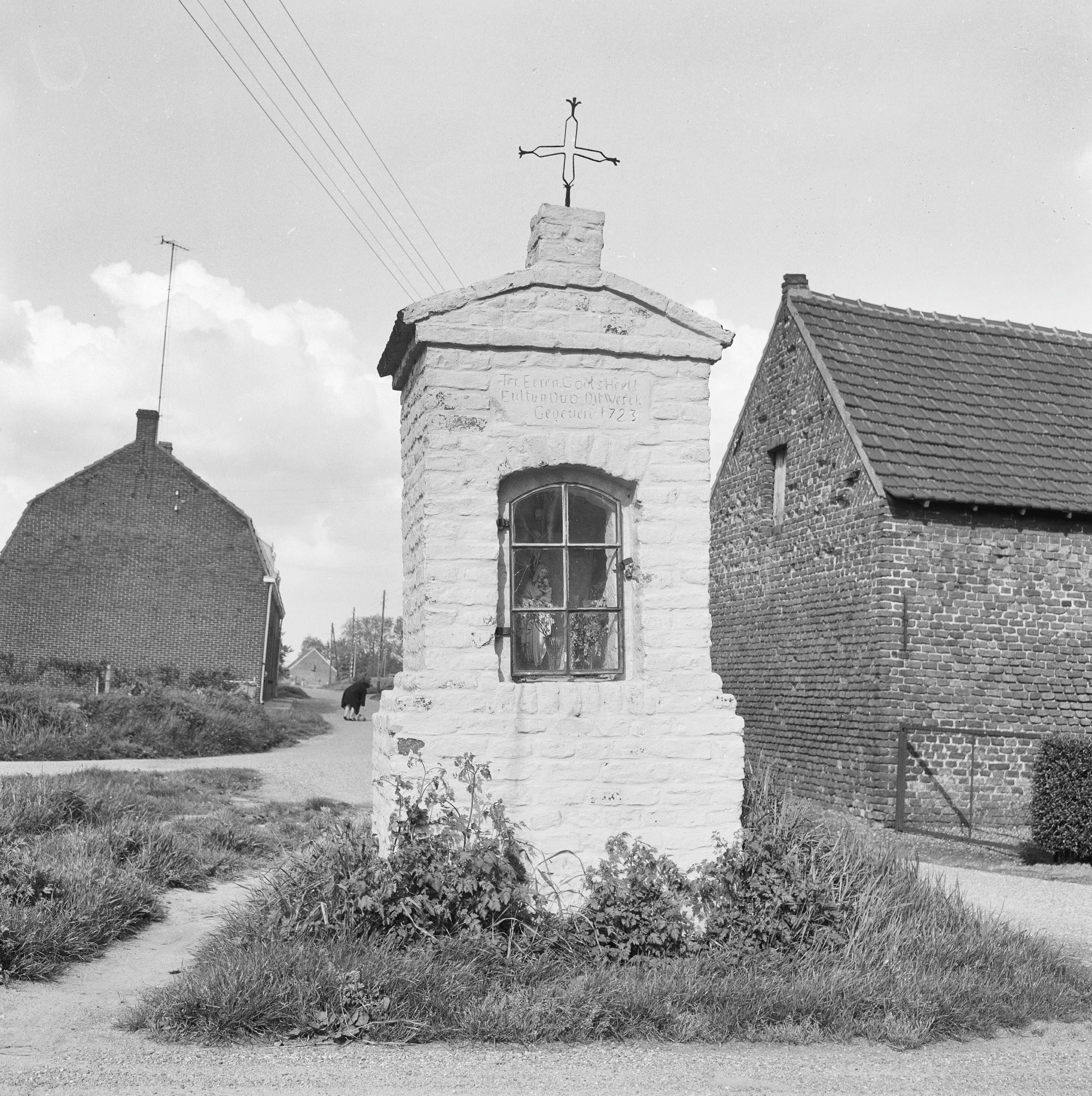
Middelhaover Kepelke voor verplaatsing

Het Middelhaover Kepelke is een kapel in buurtschap Middelhoven ten noordwesten van Swalmen in de Nederlands Midden-Limburgse gemeente Roermond. De kapel staat aan de kruising van de straat Middelhoven met de Parallelweg, niet ver van de spoorlijn Maastricht - Venlo op ongeveer 160 meter ten westen van station Swalmen.
De kapel is gewijd aan Maria.

## Geschiedenis
In 1723 werd de kapel gebouwd. Voor die tijd stond er echter ook al een kapel, omdat er in 1716 al werd gesproken over een Heyligen Huysken.
Tot 1864 werd de kapel aangedaan tijdens de sacramentsprocessie, hetgeen veranderde na de aanleg van de spoorlijn en men de processieroute verlegde om niet over de twee spoorwegovergangen te hoeven.
Op 21 januari 1970 werd de kapel ingeschreven in het rijksmonumentenregister.
Tot 1981 stond de kapel meer op het kruispunt en werd toen enkele meters verplaatst vanwege de rioleringswerkzaamheden en wegreconstructie. Op 23 mei 1982 werd de kapel opnieuw in gebruik genomen.

## Bouwwerk
De wit geschilderde bakstenen niskapel is een massief bouwwerk op een rechthoekig plattegrond. De kapel wordt gedekt door een klein zadeldak met op de top een verhoging met daarop een metalen kruis. Onder een fronton is een mergelstenen gevelsteen ingemetseld waarin een tekst gegraveerd staat. Hieronder bevindt zich een segmentboogvormige nis die afgesloten wordt met een getralied venster. In de nis is een beeldje geplaatst van Maria met het kindje Jezus.

Ter Eeren Godts  Heeft Eultun OUD Dit Werck Gegeven 1723
— Tekst van ingemetselde gevelsteen